# Granhults socken
Granhults socken en socken med medeltida ursprung och efter 1837 enbart en jordebokssocken i Småland ingick i Uppvidinge härad i Värend och är sedan 1971 en del av Uppvidinge kommun i Kronobergs län och motsvarar från 2016 en del av Nottebäcks distrikt i Kronobergs län. . 
1858 var socknens areal 72 kvadratkilometer och där fanns 353 invånare. Kyrkbyn Granhult med sockenkyrkan Granhults kyrka ligger i socknen.

## Administrativ historik
Granhult var en egen kyrksocken fram till 1837 (1845) när den slogs samman med Nottebäcks församling till Nottebäck med Granhults församling. Vid kommunreformen 1862 bildades Granhults landskommun och Nottebäcks landskommun för de borgerliga frågorna. Landskommunen lades 1916  samman med Nottebäcks landskommun till Nottebäck med Granhults landskommun. De kyrkliga frågorna fortsatte i Nottebäck med Granhults församling. Granhults socken som en jordebokssocken var en administrativ enhet fram till fastighetsdatareformen åren 1976–1995.
1 januari 2016 inrättades distriktet Nottebäck, med samma omfattning som den församlingen hade 1999/2000.
Socknen har tillhört samma fögderier och domsagor som Uppvidinge härad. De indelta soldaterna tillhörde Kalmar regemente, Östra Härads och Uppvidinge kompanier, Smålands grenadjärkår, Östra härads kompani och Smålands husarer, Växjö kompani.

## Geografi
Nottebäck med Granhults socken ligger kring Alsteråns och Mörrumsåns övre lopp.  Området består av tämligen kuperade skogsmarker med talrika mossar.

## Fornminnen
Hällkistor, rösen från bronsåldern och några järnåldersgravar finns här.

## Källhänvisningar
1. ↑  ”Historiskt-geografiskt och statistiskt lexikon öfver Sverige Tredje Bandet”. ÅKE C. W. HAMMARS FÖRLAG. 1862. https://runeberg.org/hgsl/3/0091.html. Läst 11 september 2013.
2. ↑  ”Nottebäcks församling”. Nationell arkivdatabas. Riksantikvarieämbetet. Arkiverad från originalet den 28 oktober 2014. https://web.archive.org/web/20141028153645/http://www.nad.ra.se/archive_index.aspx?id=9396a62b-a0b0-11d3-9e53-009027b0fce9&s=Balder. Läst 5 juni 2010.
3. ↑  Harlén, Hans; Harlén Eivy (2003). Sverige från A till Ö: geografisk-historisk uppslagsbok. Stockholm: Kommentus. Libris 9337075. ISBN 91-7345-139-8
4. ↑  Administrativ historik för Nottebäck socken (Klicka på församlingsposten). Källa: Nationella arkivdatabasen, Riksarkivet.
5. 1 2  Sjögren, Otto (1931). Sverige geografisk beskrivning del 2 Östergötlands, Jönköpings, Kronobergs, Kalmar och Gotlands län. Stockholm: Wahlström & Widstrand. Libris 9939
6. 1 2  Nationalencyklopedin
7. ↑  Fornlämningar, Statens historiska museum: Granhults socken
8. ↑  Fornminnesregistret, Riksantikvarieämbetet: Granhults socken Fornminnen i socknen erhålls på kartan genom att skriva in sockennamn (utan "socken") i "Ange geografiskt område"

-